# Rainer Grün

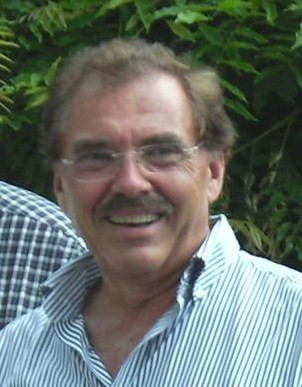
Rainer Grün

Rainer Grün (Saarbrücken, 31 maart 1950 - Freisen-Oberkirchen, 8 juli 2010) was een Duits politicus en staatssecretaris voor de CDU in de Duitse deelstaat Saarland.
Grün was opgeleid als jurist. In 1979 werd hij lid van de CDU. Van 1992 tot 1999 was hij burgemeester van de gemeente Bernkastel-Kues. De tien jaar daarna, van 1999 tot november 2009, was Grün staatssecretaris voor het leefmilieu in Saarland (Duits: Ministerium für Umwelt (MfU)). Hij overleed na een val van een brug in het Freisener stadsdeel Oberkirchen.